# Kalamitski zaljev
Kalamitski zaljev (ukr. Каламітська затока, krim. tat. Kalamita körfezi, Каламита корьфези, rus. Каламитский залив) je zaljev u Crnom moru južno od Jevpatorije, na poluotoku Krimu. Kalamita je također bilo ime koje se koristilo za grad Inkerman.
Jevpatorijski zaljev čini rukavac zaljeva Kalamita s promjenom trenutnog smjera od glavnog zaljeva.

## Povijest
Dana 18. rujna 1854. francuske i britanske snage iskrcale su se ovdje s ciljem opkoljavanja i uništenja ruske pomorske baze u Sevastopolju. Kad je saveznička flota uočena, lokalni su Tatari formirali oružane čete za potporu osvajačima, dok su lokalni Rusi i Grci pobjegli u panici.:str. 202. Iskrcavanje je trajalo pet dana, bez pruženog otpora, a nekoliko kozačkih izviđača ga je promatralo iz daljine. Mornarice napadača su sa strane mora štitile plažu, koja je s kopnene strane omeđena slanom lagunom. Za vodu su iskopani bunari, koji su se međutim pokazali previše boćatim. Vojnici su ili pili iz lokvi ili su uzimali vino s obližnjih farmi.:str. 204.

## Vanjske poveznice
|  | Zajednički poslužitelj ima još gradiva o temi Kalamitski zaljev |